# Equació del temps

L'equació del temps - a sobre de l'eix un rellotge de sol apareixerà "ràpid" en relació amb un rellotge que mostri el temps mitjà local, i per sota de l'eix apareixerà un rellotge de sol lent.

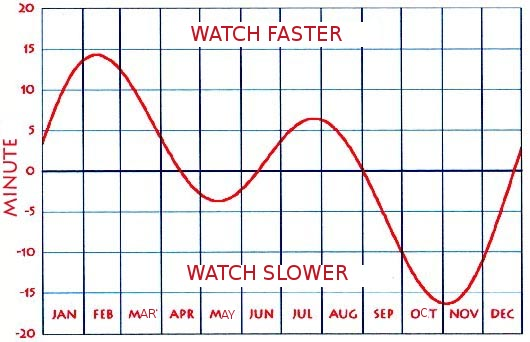
Aquest gràfic mostra quants minuts té el rellotge per davant (+) o darrere (−) del sol aparent. Vegeu la secció «[[Equació de temps# Sign of the equation of time| Signe de l'equació del temps]» a sota.]]

L'equació del temps (o diferència de temps) és la diferència entre el temps solar mitjà i el temps solar vertader. Aquesta diferència és major a principis de novembre, quan el temps solar mitjà està a més de 16 minuts per darrere del temps solar vertader, i a mitjan febrer, quan el temps solar mitjà va més de 14 minuts per davant de l'aparent. Són iguals quatre vegades a l'any, el 15 d'abril, 14 de juny, 1 de setembre i el 25 de desembre.
A partir del segle xvii, quan els rellotges mecànics van assolir una precisió desconeguda fins aquell moment, es va posar en evidència la irregularitat del moviment aparent del Sol. Com a conseqüència, es va imposar una nova unitat de temps, el temps solar mitjà, que difereix del temps solar vertader en els valors de l'equació del temps.
Des de llavors s'han estat construint uns poc habituals rellotges de sol que marquen el temps mitjà i també rars rellotges mecànics que indiquen el temps solar o la diferència entre les dues unitats, és a dir, l'equació del temps.

## Definició
El temps solar aparent es pot obtenir mitjançant la mesura de la posició (angle horari) del Sol, tal com indica (amb precisió limitada) un rellotge de sol. El temps solar mig, per al mateix lloc, seria el temps indicat per un rellotge fix en el lloc establert de manera que durant l'any les seves diferències amb el temps solar aparent es resolguessin a zero.
L'equació del temps és el component oest/occidental de l'analema, una corba que representa el desplaçament angular del Sol des de la seva posició mitjana a l'esfera celeste vista des de la Terra. Els valors de l'equació del temps per a cada dia de l'any, recopilats pels observatoris astronòmics, han estat àmpliament llistats en almanacs i efemèrides.

## Història
La frase «equació del temps» deriva del llatí medieval aequātiō diērum, que significa «equació dels dies» o «diferència de dies». La paraula aequātiō va ser àmpliament utilitzada en l'astronomia primerenca per a tabular la diferència entre un valor observat i el valor esperat (com en l'equació dels equinoccis, l'equació de l'epicicle). La diferència entre el temps solar aparent i el temps mitjà va ser reconeguda pels astrònoms des de l'antiguitat, però abans de la invenció de rellotges mecànics precisos (a mitjans del segle xvii), els rellotges de sol eren els únics rellotges fiables, i el temps solar aparent era l'estàndard generalment acceptat. El temps mitjà no va substituir el temps aparent en els almanacs i efemèrides nacionals fins a principis del segle xix.
Nevil Maskelyne va donar una descripció del temps mitjà i aparent en l'Almanac Nàutic del 1767: «El temps aparent és el que es dedueix immediatament del Sol, ja sigui des de l'Observació del seu pas pel Meridià, o des de la seva pujada o configuració observada. Aquest és diferent del que mostren els rellotges i els rellotges molt ben regulats a la terra, que es diu temps equiparable o mitjà.» A continuació, va dir que, al mar, el temps aparent de l'observació del Sol ha de ser corregit per l'equació del temps, si l'observador vol tenir el temps mig.

## Estructura i origen de l'equació del temps
La Terra descriu una òrbita el·líptica al voltant del Sol. Segons la segona llei de Kepler (la de les àrees) sabem que això provoca un desplaçament més ràpid de la Terra quan es troba propera al Sol (aproximadament 1° 1′ 10″ per dia) i més lenta quan està més lluny (uns 0° 57′ 11″ per dia). El resultat en un rellotge de sol és un avançament i un retard que assoleix uns valors màxims d'uns 7m 30s dos cops a l'any.
Per altra part, el Sol efectua el seu moviment aparent per l'eclíptica mentre que els angles horaris es mesuren sobre l'equador celeste. Si coincidissin, la progressió diària del Sol per l'eclíptica es traduiria en una progressió igual en ascensió recta però com que no és així, la relació entre ambdues quantitats varia diàriament, i assoleix un màxim i un mínim d'uns 9m 30s quatre cops a l'any.
Els inicis d'ambdues variacions no coincideixen. El periheli de la Terra, punt de l'òrbita terrestre més proper al Sol, té lloc entre els dies 1 i 4 de gener. Aquest punt seria fix respecte del Sol si la Terra només estigués sotmesa a la influència gravitatòria del Sol però la lleu acció gravitatòria dels altres astres fa que no es pugui dir que el periheli sigui un punt fix. El punt d'encreuament dels plans de l'eclíptica i de l'equador és el punt vernal que el Sol assoleix al voltant del 21 de març. Degut a la precessió dels equinoccis, aquest punt tampoc és fix sinó que es va desplaçant uns 50,27″ per any. La suma d'ambdues corbes amb els seus valors i inicis no coincidents dona com a resultat la corba de l'equació del temps.

## Representació de l'equació del temps
La representació de l'equació del temps en taules i gràfiques pot ser una mica confusa si no es tenen els conceptes ben clars. Per exemple hi ha taules i gràfiques en què els signes es troben intercanviats: signe negatiu o positiu al mes de gener quan el Sol retarda. Això és degut al fet que s'ha calculat la diferència entre el temps solar i el mitjà posant una o altra quantitat davant.
Si combinem l'equació del temps amb la declinació del Sol, la gràfica pren la forma d'analema que és la que millor ens anirà per aplicar en un rellotge de sol. En canvi, si expressem l'equació del temps en coordenades polars la gràfica resultant pren la forma de mongeta o de ronyó que és el perfil que ens podrà servir en un rellotge mecànic.

## Equació del temps en els rellotges

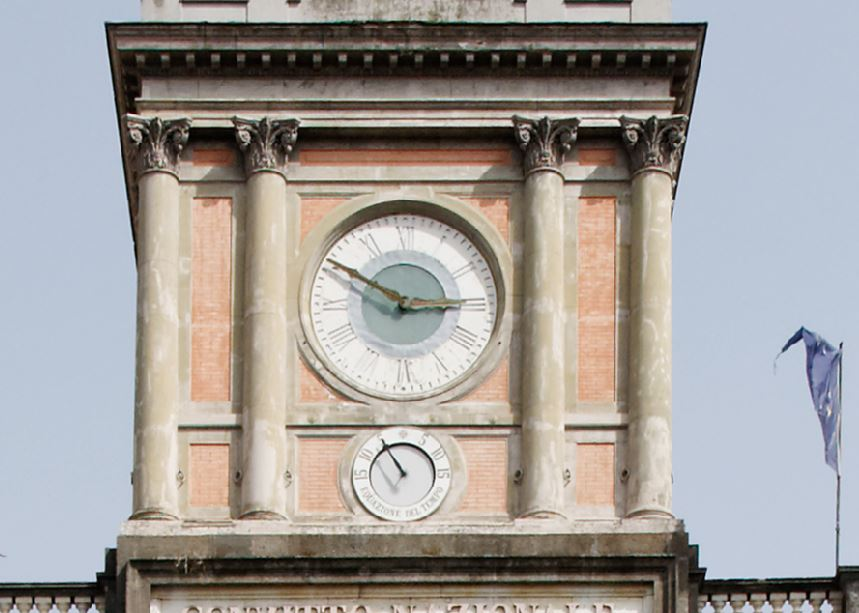
Rellotge amb una esfera auxiliar que mostra l'equació del temps. Piazza Dante, Nàpols (1853).

Es diu que l'equació del temps ja l'havien intuït els astrònoms caldeus al s. IV aC (Neugebauer 1952, p. 106), Hiparc de Nicea al s. II aC i Ptolemeu cap al 140 (Bertele 1959) però mentre les clepsidres i els rellotges mecànics només van marcar l'hora i molt aproximadament les seves fraccions no es va fer atenció a aquest fet.
Durant la segona meitat del segle xvii, Christiaan Huygens va aplicar el pèndol i el volant al rellotge mecànic amb la qual cosa la seva precisió va augmentar molt i es va introduir l'ús generalitzat de la minutera a tots els rellotges i el seconder als de més precisió. De tota manera encara es feia servir el rellotge de sol per posar-los en hora i va començar a ser imprescindible tenir en compte l'equació del temps.
Una mica abans d'entrar el segle xvii ja s'havien començat a construir rellotges mecànics que es complementaven amb un rellotge de sol. Bertele (1959) atribueix a Jost Bürgi (ca. 1590) l'aplicació del rellotge de sol al mecànic.
A partir d'aquell moment es pot parlar de la convivència entre dues unitats de temps diferents: el temps vertader i el temps mitjà. El temps vertader o solar és irregular depenent dels valors de l'equació del temps mentre que el temps mitjà o mecànic és regular i uniforme.
Aviat es comencen a divulgar les taules de l'equació del temps com les de Tycho Brahe (1670), Huygens i John Flamsteed. Aquestes darreres surten reproduïdes al tractat de gnomònica d'Eberhard Welper (Nuremberg 1708) on diu: tal com prova l'experiència, els rellotges mecànics fins i tot els més perfectes no van a l'hora si al cap d'uns dies núvols o plujosos no han estat reglats conforme a un rellotge de sol. Les taules indiquen la mesura en què un rellotge mecànic avança o retarda.
Observem que Flamsteed considera que el rellotge mecànic era el que «anava malament» respecte del patró de temps indiscutible que era el rellotge de sol i que s'han d'utilitzar les taules per deduir l'hora solar a partir de l'hora d'un rellotge mecànic.
Es van publicar les taules de l'equació del temps en el format adequat a qualsevol tipus de rellotge. En els de campanar, en forma de quadre per penjar al seu costat i en els de butxaca en forma d'etiqueta rodona per posar a l'interior de la caixa.
Des del segle xviii es fan rellotges de sol amb indicació directa del temps mitjà, rellotges mecànics amb indicació exclusiva del temps solar i rellotges mecànics amb indicació conjunta del temps mitjà i del temps solar, sigui directament o a través d'una agulla que marcava l'equació del temps.

### Rellotges de sol amb indicació del temps mitjà
Philipp Matheus Hahn, rector d'Echterdingen, va construir durant el segle xviii rellotges de sol d'equació amb engranatges per detectar fins al minut i amb una gràfica en forma d'analema que posava: línia recta temps solar, línia corba temps del rellotge (es refereix al rellotge mecànic o temps mitjà).
Qualsevol rellotge de sol que hagi de marcar el temps mitjà ha de portar implícita la gràfica de l'equació del temps, la qual cosa es pot fer de diferents maneres. Una d'elles és posar l'analema a cada hora o almenys en una d'elles. Una solució més clara és dividir l'analema en dos quadrants semestrals diferents, un vàlid per l'hivern i la primavera i l'altre per l'estiu i la tardor. També hem vist recursos originals com graduar un rellotge de sol tradicional amb diferents escales mensuals. En tots aquests casos la lectura és directa i no requereix intervenció per part de l'observador.
Hi ha, però, uns pocs rellotges de sol en que el quadrant es pot fer girar per canviar la posició dels indicadors de les hores a fi de corregir-les en funció de l'equació del temps. A la Universitat d'Indiana (USA) hi ha un rellotge de sol horitzontal amb un mecanisme ocult que es pot accionar per fer girar el quadrant; l'eix de gir és el gnòmon, així que habitualment el quadrant deixa de ser horitzontal per quedar una mica inclinat (Hazelrigg 1979).
En els quadrants d'hores homogènies, per exemple els de tipus Foster-Lambert, és més fàcil fer un mecanisme per girar periòdicament el quadrant de les hores i adequar-lo al temps mitjà. D'aquest tipus en coneixem uns quants exemples, a Holanda, a una escola universitària de Basel (Suïssa) i al Bruc (Anoia).
Rellotges mecànics amb indicació del temps mitjà i del temps solar 
Hi ha diferents mètodes per fer que un rellotge mecànic marqui l'equació del temps o l'hora solar. La primera solució adoptada va ser posar en el rellotge un segon anell dels minuts desplaçable manualment o automàticament. N'és un exemple el rellotge d'Ahasuerus Fromanteel de 1675. Les agulles marquen el temps mitjà però el cercle dels minuts es pot posicionar manualment segons l'equació del temps. Aquest recurs el podem adoptar sense massa dificultats en qualsevol rellotge normal.
A fi que el cercle dels minuts es pugui desplaçar automàticament, hi ha d'haver un mecanisme especial connectat al moviment del rellotge amb una lleva que memoritza els valors de l'equació del temps. Aquesta lleva dona una volta a l'any i acciona el cercle dels minuts a través d'un joc de palanques. En el rellotge de Tompion de 1696 hi ha un segon anell dels minuts que es desplaça automàticament segons el valor de l'equació del temps.
Això no deixa de ser una solució mecànica complicada per haver de desplaçar un element tant pesat com és l'anell dels minuts. Aviat es va trobar una solució millor que va consistir en una agulla que marcava la diferència entre els dos sistemes horaris, és a dir, una agulla que marcava l'equació del temps. L'agulla avança i recula sobre un sector graduat impulsada per la lleva que memoritza els valors de l'equació.
Aquesta solució ha estat la més universal. Encara actualment els rellotges d'equació opten per aquesta forma d'indicació. Podem trobar-la en els rellotges de butxaca de Breguet i en els rellotges astronòmics de Janvier i de Billeter, entre molts altres autors.
Una altra solució molt clara i pràctica va ser associar en el mateix rellotge dues esferes, una per a cada unitat diferenciada de temps. Així la lectura és directa; una esfera marca el temps solar i l'altra el temps mitjà.
Una solució tan pràctica com l'anterior va ser posar en la mateixa esfera dues minuteres amb indicació dels dos minuts (solar i mitjà). Això permet mantenir una única esfera de mida gran en lloc d'haver de reduir el diàmetre de les dues esferes.
Rellotges mecànics amb indicació exclusiva del temps solar
Els rellotges amb indicació exclusiva del temps solar provenen d'un moment en què es va creure que es continuaria mantenint l'hora solar com a unitat bàsica de temps. Una solució tècnica que va proliferar en certa manera va ser la construcció de rellotges de pèndol, en què es modificava automàticament la llargada del pèndol per fer-los avançar i endarrerir en la mateixa mesura que ho fa el Sol.
N'és un exemple el rellotge de J. Williamson de 1715 que marca exclusivament el temps solar per variacions en la llargada del pèndol. El pèndol està penjat d'una làmina d'acer flexible que es pot escurçar i allargar pel desplaçament d'una pinça que en limita la seva llargada útil. El seu aspecte exterior no difereix d'un rellotge normal.

### Altres casos particulars
La indicació de l'equació del temps o del temps solar amb un rellotge mecànic ha propiciat l'aparició de mecanismes o sistemes molt originals.
El rellotge geogràfic d'Antide Janvier (1751-1835) de 1791 fou concebut per satisfer l'afició de Lluís XVI per la geografia. Janvier el va construir per assenyalar simultàniament l'hora solar en qualsevol lloc de França i així ho va explicar a la reina Maria Antonieta: fixeu-vos, majestat, en el nom de la ciutat de París sobre el mapa i seguiu el meridià que el travessa fins a l'escala mòbil de les longituds on trobareu el minut actual. Si voleu saber l'hora d'un altre lloc, Metz, per exemple, seguiu el seu meridià fins a la mateixa escala i veureu la seva hora solar. En realitat aquest exemple va ser molt mal escollit i li hauria pogut costar molt car al rellotger, ja que Metz precisament era la ciutat on la família reial havia intentat fugir després de la Revolució de 1789. El rei, que no havia assistit a la conversa, li va acabar comprant el rellotge però la reina va intercedir posteriorment i va aconseguir que s'anul·lés l'operació. Al cap d'uns anys Janvier el va vendre a Napoleó.
El rellotge amb una sola agulla i apèndix articulat de Charles Oudin (1825) també aporta una solució molt original. Ens consta que Charles Oudin fou deixeble de Breguet i estava en actiu a París des de 1804. El rellotge segueix molt de prop les característiques decoratives i l'estil dels rellotges de Breguet i la particularitat en la manera d'indicar l'equació del temps també sembla inspirada en la inventiva de Breguet. En el centre de l'esfera hi ha dues peces que giren: l'agulla del temps mitjà que gira a la velocitat d'una volta en 12 hores (marca les 10h 20m a la foto) i a sota d'ella, un disc amb el calendari anual que gira una mica més lent a fi que la cua de l'agulla senyali el dia i el mes. A la part interior del mecanisme i solidària amb el disc del calendari hi ha la lleva de l'equació del temps que ressegueix un palpador unit a l'indicador articulat que hi ha sobre l'agulla del temps mitjà; aquest apèndix o segona agulla assenyala l'hora solar.
La construcció de rellotges d'equació del temps tant de sol com mecànics i electrònics segueix essent d'actualitat. Alguns dels rellotges de sol que hem vist aquí són molt recents i en els nous catàlegs de les principals marques de rellotgeria podem seguir trobant rellotges d'equació del temps.

## Representació gràfica

Animació que mostra l'equació del temps i el camí o analemma durant un any.

### General
Hughes, D. W; Yallop, B. D; Hohenkerk, C. Y «PDF The Equation of Time». Mon. Not. R. astr. Soc., 238, 1989, pàg. 1529–1535 [Consulta: 15 desembre 2012].

### Rellotges
- BASCOU, MARC I ALTRES (2009): Breguet, un apogée de l'horlogerie européenne. Musée du Louvre Editions, Paris
- BERTELE, HANS VON (1959): Le developpement des horloges a equation (I). "La Suisse Horlogère. Edition Internationale", n. 3, p. 39-46. (II) n. 4, p. 15-24. (III) n. 1, avril 1960, p. 17-26. (IV) n. 4, 1960, p. 37-48. (V) 1961, p. 25-36
- FARRÉ OLIVÉ, EDUARD (1996): Alberto Billeter, un relojero suizo en Barcelona. (1ª parte) "Arte y Hora" n. 121-H/4, Nov-Dic, p. 12-18; (2ª parte) "Arte y Hora" n. 122H5, Ene-Feb 1997, p. 6-11
- FOWLER, IAN D. (2003): Die Präzisionspendeluhr mit Äquation. "Deutsche Gesellschaft Für Chronometrie. Jahresschrift", p. 38-46
- GUTMANN, VERONIKA (1995): Die Astronomische Uhr von Philipp Matthäus Hahn (1775). Basel, Historisches Museum
- HAYARD, MICHEL (1995): Antide Janvier 1751-1835. Villeneuve-Tolosane, Ed. L'Image du Temps
- HAYARD, MICHEL (2004): Chefs-d'oeuvre de l'horlogerie ancienne. Collection du musée Paul-Dupuy de Toulouse. Toulouse, Ed. Mairie de Toulouse
- HAZELRIGG, HUGH C. (1979): The Atkinson Sundial at Indiana University. “Sky and Telescope“, Febrer, p. 138-140
- HERKNER, KURT (1990): Die Astronomische Uhr der Sankt-Johann-Kirche Besançon. "Deutsche Gesellschaft Für Chronometrie. Jahresschrift 1990", p. 27-35
- JAQUET, EUGENE (1943): Dissertation sur le Temps Moyen. "Journal Suisse d'Horlogerie", p. 315-353
- KARNEY, KEVIN (2009): The Equation of Time. Early Days. "The Compendium", desembre 2009, p 23-29
- LECOULTRE, FRANÇOIS (1985): Les montres compliquées, Neuchâtel: Ed Simonin
- MONREAL TEJADA, LUÍS (1955): Relojes antiguos. Catálogo de la colección de Pérez de Olaguer
- MULLER, M. (1995): Equation of Time. Problem in Astronomy. “Acta Physica Polonica A“, n. 88, Supplement S-49
- NEUGEBAUER, O. (1952): The Exact Sciences in Antiquity. Princetown University Press
- OPIZZO, YVES (1999): Sonnenuhrengarten. Fürer durch die Ausstellung. München, Deutsches Museum
- SYNDRAM, DIRK (1989): Wissenschaftliche Instrumente und Sonnenuhren. Kunstgewerbesamlung der Stadt Bielefeld. Stiftung Huelsmann. Ed. Callwey
- WENZEL, JOHANN (2002): Aequationsuhren. "Deutsche Gesellschaft Für Chronometrie. Jahresschrift", p. 81-96
- WENZEL, JOHANN (2003): Aequationsuhren. "Deutsche Gesellschaft Für Chronometrie. Jahresschrift", p. 27-38